# Ladrones (film, 1930)
Pour les articles homonymes, voir Ladrones.
Pour plus de détails, voir Fiche technique et Distribution.
Ladrones est un film américain de comédie en langue espagnole réalisé par James Parrott, sorti en 1930.
Mettant en scène Laurel et Hardy, le film est une adaptation destinée au marché hispanophone du film Les Deux Cambrioleurs (Night Owls) également réalisé par James Parrott, avec les mêmes interprètes, sorti la même année. Comme à l'époque, on ne pratique pas encore le doublage en post-synchronisation, il n'était pas rare que plusieurs versions d'un film soient tournées en différentes langues. Les scènes et le montage n'étant pas nécessairement les mêmes d'une version à l'autre, il s'agit bien de films différents. 

## Fiche technique
- Titre original : Ladrones
- Réalisation : James Parrott
- Scénario : Leo McCarey (scénario, non crédité) et H. M. Walker
- Photographie : George Stevens
- Montage : Richard C. Currier
- Ingénieur du son : Elmer Raguse
- Producteur : Hal Roach
- Société de production : Hal Roach Studios
- Société de distribution : Metro-Goldwyn-Mayer
- Pays d’origine :  États-Unis
- Langue : espagnol
- Format : Noir et blanc - 35 mm - 1,37:1 - Sonore
- Genre : comédie
- Longueur : quatre bobines
- Date de sortie : 1930

## Distribution
Source principale de la distribution :
- Stan Laurel : Stanley
- Oliver Hardy : Oliver Hardy
- Edgar Kennedy : l'officier de police
- James Finlayson : Juan

Reste de la distribution non créditée : 
- Enrique Acosta : le chef de la police
- Robert Emmett O'Connor : un policier